# Eduard Steuermann
Eduard Steuermann (Sambor (Imperio austrohúngaro, hoy Ucrania), 18 de junio de 1892 – Nueva York, 11 de noviembre de 1964) fue un pianista y compositor austríaco y más tarde estadounidense.

## Biografía
Recibió sus primeras lecciones de piano de su madre Augusta Steuermann (fallecida en 1952), de soltera Amstel. De 1904 a 1910, recibió lecciones privadas del profesor de piano de Leópolis, Vilém Kurz que lo recomendó a Ferruccio Busoni, para una clase magistral en Basilea en 1910 y en 1911/12 estudió en Berlín. Estudió allí composición con Engelbert Humperdinck y Arnold Schönberg. Interpretó la parte de piano en el estreno de Pierrot Lunaire de Schönberg y su Concierto para piano. Continuó su asociación con Schönberg como pianista de la Sociedad de Interpretaciones Musicales Privadas en Viena, e hizo un arreglo para trío de piano de Verklärte Nacht de Schönberg. Actuó en el estreno radiofónico de la Oda a Napoleón Bonaparte del mismo compositor, con la Filarmónica de Nueva York y Artur Rodziński el 26 de noviembre de 1944. En 1952 recibió la Medalla Schönberg de la Sociedad Internacional de Música Contemporánea. Y también enseñó en la Internationale Ferienkurse für Neue Musik en los Cursos de Verano de Darmstadt.
Steuermann, cuyos padres eran judíos, aunque no practicantes, emigró a los Estados Unidos en 1938 para escapar de las políticas antisemitas de la Alemania nazi. Allí se hizo famoso por sus recitales de Beethoven de la década de 1950 y fue un distinguido profesor, que enseñó en la Juilliard School de 1952 a 1964.
En Estados Unidos era conocido como Edward Steuermann. Entre los instrumentistas destacados que estudiaron con Steuermann se encuentran Alfred Brendel, Jakob Gimpel, Moura Lympany, Menahem Pressler, Avraham Sternklar y Russell Sherman. También dio clases al filósofo Theodor W. Adorno, al compositor Gunther Schuller y a los teóricos musicales Edward T. Cone y David Lewin.
En 1964 murió de leucemia. En 1989, la University of Nebraska Press publicó una colección de escritos de Steuermann titulada The Not Quite Innocent Bystander: Writings of Edward Steuermann (ISBN 0803241917). El libro fue coeditado por Clara Steuermann, David H. Porter y Gunther Schuller.
La actriz Salka Viertel era su hermana. Steuermann se casó con Clara Silvers, pianista y destacada bibliotecaria musical, en 1949.